# Cryptomys anselli
Espèce
Statut de conservation UICN

 NT  : Quasi menacé
Cryptomys anselli est une espèce de mammifères rongeurs de la famille des Bathyergidae. Ce rat-taupe est endémique de Zambie où il vit dans des souterrains.
L'espèce a été décrite pour la première fois en 1999 par les zoologistes ou biologistes Hynek Burda, Jan Zima, Andreas Scharff, Miloš Macholán et Mathias Kawalika.